# Klinopis

Klinopis je bil eden od najstarejših sistemov pisave, ki so ga iznašli Sumerci v staroveški Mezopotamiji. Prepoznaven je po klinasto oblikovanih potezah v znakih, vtisnjenih s trikotno prirezanim trsom ali pisalom v mehko glinasto tablico.
Naziv klinopis izhaja iz latinskega izraza cuneus – klin. Besedo klinopis je leta 1700 skoval angleški orientalist Thomas Hyde (1663–1703), ki ga je odkril v Perzepolisu. Kot avtor besede klinopis se pogosto omenja tudi nemški naravoslovec, zdravnik in raziskovalec Engelbert Kaempfer (1651–1716), ki je priznal, da pozna Hydovo delo.
Klinopis je nastal v Sumeriji v poznem 4. tisočletju pr. n. št. (obdobje Uruk IV) za zapis izoliranega sumerskega jezika. Začel se je kot sistem piktogramov, poenostavljenih sličic, prevzetih iz starejšega sistema simbolov, ki so se uporabljali za računanje. V 3. tisočletju pr. n. št. se je slikovni zapis poenostavil, postal bolj abstrakten in razvil manjše znake (hetitski klinopis). Sistem je postal kombinacija zapisa glasov, zlogov in soglasniškega alfabeta.
Izvirno sumersko pisavo so prilagodili za pisanje semitske akadščine (Asirija/Babilonija) ter eblaitskih in amoritskih jezikov, elamščine, hatščine, huritščine in urartščine, pa tudi indoevropskih jezikov, kot sta bila hetitščina in luvijščina. Klinopis je dal navdih za kasnejši semitski ugaritski alfabet in staroperzijski klinopis. Klinopis se je v novoasirskem obdobju (911–612 pr. n. št.) postopoma nadomestil s feničanskim alfabetom in v 2. stoletju n. št. popolnoma izginil. Njegovi zadnji sledovi so bili odkriti v Asiriji in Babiloniji. Vsebina zapisov je bila popolna neznanka, dokler ga niso v 19. stoletju začeli razvozlavati.
Geoffrey Sampson je dognal, da so "egipčanski hieroglifi nastali malo po sumerski pisavi in verjetno pod njenim vplivom". Sampson ugotavlja, da je "splošna ideja za zapisovanje besed v Egipt prišla verjetno iz sumerske Mezopotamije". Za povezave med Egiptom in Mezopotamijo v obdobju izumljanja pisave je veliko dokazov. Standardna rekonstrukcija razvoja pisave umešča razvoj sumerskega protoklinopisa praviloma pred razvoj egipčanskih hieroglifov in domneva, da so se hieroglifi razvili pod vplivom klinopisa.
Ocenjuje se, da se je med arheološkimi izkopavanji odkrilo od pol milijona do dva milijona klinopisnih tablic, od katerih je približno 30.000 -100.000 prebranih ali objavljenih. Največjo zbirko tablic ima Britanski muzej (okoli 130.000). Sledijo mu Muzej prednjeazijskih kultur v Berlinu, Muzej Louvre, Arheološki muzeji v Istanbulu, Nacionalni muzej Iraka, Babilonska zbirka v Yaleu (okoli 40.000) in Pennov muzej. Za njihovo preučevanje, prevajanje in objavo bo potrebnih nekaj stoletij, ker je na svetu samo nekaj sto strokovnjakov, sposobnih opraviti to delo.

## Zgodovina
Pisava je začela nastajati v mlajši kameni dobi približno takrat, ko se je začelo lončarstvo in so začeli na glinaste žetone zapisovati število živine ali blaga. Žetone so sprva vtisnili na površino okrogle posode za žetone in jih nato shranili v njej. Žetone so postopoma nadomestile ravne, rahlo izbočene tablice, na katere so podatke zapisovali s pisalom iz trsja. Najstarejši tovrstni zapisi so se pojavili v Uruku konec 4. tisočletje pr. n. št. in se kmalu razširili po Bližnjem vzhodu.
Prva znana pripoved o iznajdbi pisave je v mezopotamski epski pesnitvi:
Ker so bila glasnikova usta težka in ni mogel ponoviti [sporočila], je gospodar Kulaba pobral kepo gline in nanjo kot na glinasto tablico napisal sporočilo. Pred tem na glino niso pisali.
— Sumerska epska pesnitev Enmerkar in gospodar Arate, okoli 1800 pr. n. št.
Klinopisni sistem pisave je bil v rabi več kot tri tisočletja in je od 31. stoletja pr. n. št. do 2. stoletja n. št. doživel več stopenj razvoja. Nazadnje ga je v rimskem obdobju v celoti zamenjala abeceda in se od takrat ni več uporabljaj. Popolnoma razvozlan je bil šele v 19. stoletju, natančneje leta 1857.
Klinospis je v več kot dva tisoč let dolgem obdobju doživel znatne spremembe. Na spodnji sliki je prikazan razvoj znaka SAĜ – glava (Borger nr. 184, U+12295 𒊕).

Stopnje razvoja:
1. piktogram, ki se je risal okoli 3000 pr. n. št.
2. zasukan piktogram iz obodobja okoli 2800–2600 pr. n. št.
3. abstrakten glif v arhaičnem zapisu na spomeniku, okoli 2600 pr. n. št.
4. znak, napisan na glinasti tablici, sodobnik zapisa v tč. 3
5. pozno 3. tisočletje pr. n. št.
6. staroasirski ductus iz zgodnjega 2. tisočletja pr. n. št., prilagojen hetitščini
7. poenostavljen znak, kot so ga pisali asirski pisarji od zgodnjega 1. tisočletja do izginotja klinopisa

### Piktogrami in protoklinopisni znaki (okoli 3500 pr. n. št.)
Klinopis se je razvil v poznem 4. tisočletju pr. n. št. iz slikovne protopisave, naslednice bližnjevzhodnega računovodskega sistema žetonov. Žetoni so bili v rabi od 9. tisočletja pr. n. št. in priložnostno še v 2. tisočletju pr. n. št. Zgodnje žetone s podobami živali, povezanimi s številkami, so odkrili v Tell Braku. Žetoni so datirani v sredino 4. tisočletja pr. n. št. Domneva se, da so bile podobe na žetonih izvirna osnova za nekatere sumerske piktograme.
Mezopotamsko obdobje "protoknjiževnosti" se je raztezalo približno od 35. do 32. stoletja pr. n. št. Prvo nedvoumno pisanje dokumentov se je začelo v obdobju Uruk okoli leta 3300 pr. n. št. Sledile so tablice iz obdobja Uruk III, odkrite v Džamdet Nasru in Suzi, pisane v protoelamščini in datirane v obdobje do okoli 2900 pr. n. št. Piktogrami so se prvotno pisali s pisali na glinaste tablice od zgoraj navzdol ali se vklesali v kamen. Zgodnji slog pisave ni imel značilnih klinastih oblik potez.
Posebni znaki, ki so pomenili imena bogov, držav, mest, ladij, ptic, dreves in drugega, se imenujejo determinativi in so se dodajali kot vodilo bralcu. Lastna imena so se običajno pisala v logografski obliki.

### Arhaični klinopis (okoli 3000 pr. n. št.)
Prve pisane tablice so bile povsem piktogramske, zato je nemogoče ugotoviti, v katerem jeziku so pisane. Na tablicah po letu okoli 2900 pr. n. št. so se začeli uporabljati tudi zlogovni elementi, ki jasno kažejo jezikovno zgradbo neindoevropskega aglutinativnega sumerskega jezika. Prve tablice z zlogovnimi elementi so iz zgodnjega dinastičnega obdobja I-II okoli 2800 pr. n. št. in so pisane v sumerščini. V tem času so se začeli uporabljati piktogrami za glasove, ki so omogočali zapisovanje abstraktnih pojmov in osebnih imen. Številni piktogrami so začeli izgubljati svojo izvirno funkcijo in začeli dobivati različne pomene, odvisno od konteksta. Število znakov se je s približno 1500 zmanjšalo na približno 600 znakov. Zapisi so postajali vedno bolj fonološki. Za preprečevanje dvoumnosti so se ponovno uvedli determinativi (bronasta doba II).
Najstarejši znani sumerski kralj, zapisan na glinasti tablici, je Enmebaragesi Kiški (vladal okoli 2600 pr. n. št. Ohranjeni zapisi so vedno manj razdrobljeni in vedno bolj celoviti. Od konca predsargonskega obdobja je postala ustaljena praksa, da je vsaka mestna država začela datirati dokumente po letih-imenih vladanja svojih lugalov (kraljev).
- Predklinopisna tablica s konca 4. tisočletja pr. n. št
- Protoklinopisna tablica iz obdobja Džemdet Nasr (okoli 3100–2900 pr. n. št.)
- Protoklinopisna tablica iz obdobja Džemdet Nasr (okoli 3100–2900 pr. n. št.); na spodnjem panelu je v ozadju viden pes na povodcu[35]
- Blauova spomenika sta kombinacija praklinopisnih znakov in ilustracij (3100–2700 pr. n. št.), Britanski muzej

### Zgodnjedinastični klinopis (okoli 2500 pr. n. št.)
Zgodnjedinastični klinopis se je pisal z ošiljenim pisalom v vrsticah in se zato včasih imenuje "linearni klinopis". Kasneje se je začelo uporabljati klinasto priostreno pisalo, ki je dajalo potezam značilno klinasto obliko. Številni zgodnjedinastični napisi, zlasti tisti na kamnu, so se vse do okoli 2000 pr. n. št. še naprej pisali v linearnem slogu.
Klinasto prizezano pisalo se je začelo uporabljati sredi 3. tisočletja pr. n. št. Pisalo se je potiskalo v mehko glino in dajalo značilne klinasto oblikovane (klinopisne) znake. Pisanje je postalo hitrejše in enostavnejše, zlasti pri pisanju v mehko glino, ker je pisec z enim samim orodjem lahko zapisal zelo različne znake. Za zapisovanje števil so se sprva uporabljala pisala z okroglo konico, kasneje pa so se tudi števila pisala s klinastim pisalom. Smer pisanja je do sredine 2. tisočletja ostala od zgoraj navzdol in z desne proti levi.
Tablice so se lahko žgale v lončarski peči, s čimer je zapis postal trajen. Če trajnost zapisa ni bila pomembna, se niso žgale in bile zato uporabne za več zapisov. Veliko odkritih glinastih tablic je bilo žganih po naključju, ker so zgradbe, v katerih so se hranile, požgali osvajalci.
Pisava se je pogosto uporabljala tudi na spominskih stelah in vklesanih reliefih za zapis dosežkov vladarja, v katerega čast je bil spomenik postavljen. Govorni jezik je vseboval veliko enakozvočnic in skoraj- enakozvočnic. Na začetku so bile podobno zveneče besede, na primer "življenje" [til] in "puščica" [ti], napisane z enakim znakom. Ko so južno Mezopotamijo osvojili Semiti, so se nekateri znaki postopoma spremenili iz piktogramov v zloge, verjetno zato, da bi zapisi postali jasnejši. Beseda "puščica" se je začela zapisovati z znakom za zven "ti".
Besede, ki so zvenele podobno, so se pisale različno. Zlog [ɡu], na primer, se je pisal s štirinajst različnimi simboli. Besede, ki so imele podoben pomen, vendar so zvenele različno, so se pisale z istim simbolom. Besede "zob" [zu], "usta" [ka] in "glas" [gu], na primer, so se vse pisale s simbolom za "glas". Da bi bili zapisi jasnejši, so začeli pisarji za določitev pomena dodajati znake ali kombinirati dva znaka. Uporabljali so bodisi geometrijske vzorce bodisi nek drug klinopisni znak.
Klinopis je sčasoma postal zelo zapleten in razlikovanje med piktogramom in silabogramom je postalo nejasno. Več simbolov je imelo preveč pomenov, da bi bili jasni. Simboli so se zato začeli sestavljati, da so vsebovali tako zven kot vsebino sestavljanke. Beseda "krokar" [UGA] je imela isti logogram kot beseda "milo" [NAGA], ime mesta [EREŠ] in zavetnica boginja Ereš [NISABA]. Za večjo jasnost besede sta se pred simbol [u] postavili dve fonetični dopolnili, za njim pa simbol [gu]. Za povsem pravilno razlago je bil dodan še simbol "ptica" [MUŠEN].
Iz neznanih razlogov so se klinopisni piktogrami, do takrat pisani navpično, zasukali za 90° v levo in postali vodoravni. Sprememba se je prvič zgodila malo pred akadskim obdobjem v času uruškega vladarja Lugalzagezija (vladal okoli 2294–2270 pr. n. št.). Pokončni slog se je na kamnitih spominskih stelah ohranil do sredine 2. tisočletja pr. n. št.
Pisna sumerščina kot jezik pisarjev je bila v rabi do 1. stoletja n. št. Govorna sumerščina je izumrla že okoli 2100 in 1700 pr. n. št.

### Sumersko-akadski klinopis
Arhaični klinopis je Akadsko kraljestvo privzelo v 23. stoletju pr. n. št. (kratka kronologija). Akadski jezik je bil semitski s povsem drugačno zgradbo od sumerske. Ker sumerskega pisnega sistema kot takega ni bilo mogoče uporabiti, so Akadci našli praktično rešitev za pisanje svojega jezika: pisali so ga fonetično z uporabo ustreznih sumerskih fonetičnih znakov. Zaradi njihovih slikovnih vrednosti so obdržali tudi nekaj sumerskih znakov, na primer znak za ovco, ki se je zdaj izgovarjal immerū namesto sumersko udu-meš.
Semitski jeziki so uporabljali ustreznike za številne znake, ki so bili popačeni ali okrajšani, da bi predstavljali nove vrednosti, ker silabičnost pisave, ki so jo izpopolnili Sumerci, ni bila intuitivna za semitske govorce. Od začetka srednje bronaste dobe (20. stoletje pr. n. št.) se je pisava razvijala tako, da je ustrezala različnim akadskim narečjem: stari akadščini, babilonščini in asirščini. Zlasti veliko sprememb je doživel stari asirski klinopis. Na tej stopnji so bili nekdanji piktogrami zmanjšani na visoko stopnjo abstrakcije in bili sestavljeni iz samo petih osnovnih klinastih potez: vodoravne, navpične, dveh diagonalnih in pokončne kljukice (Winkelhaken), vtisnjene navpično s konico pisala. Oznake teh osnovnih potez so:
- AŠ (B001, U+12038): vodoravna
- DIŠ (B748, U+12079): navpična
- GE23, DIŠ tenû (B575, U+12039): diagonalna navzdol
- GE22 (B647, U+1203A): diagonalna navzgor
- U (B661, U+1230B) kljukica (Winkelhaken)

Dolžina repov klinastih odtisov je različna, odvisna od sestave znakov. Izjema je kljukica, ki nima repa.
Znaki, nagnjeni za približno 45 stopinj, se v akadščini imenujejo tenû. Pokončni klini (poteze) se imenujejo DIŠ, diagonalni pa DIŠ tenû. Če je bil znak modificiran z dodatnimi klini, se imenuje gunû. Znaki prekrižani z dodatno kljukico, se imenujejo šešig, če je znaku odstranjena ene ali več potez, pa nutillu.
Tipični znaki imajo pet do deset potez, zapletene ligature pa lahko vsebujejo dvajset ali več potez, čeprav še vedno ni jasno, ali je treba ligaturo šteti za en znak ali dva strnjena, vendar ločena znaka. Ligatura KAxGUR7 je sestavljena iz 31 potez.
Večina poznejših prilagoditev sumerskega klinopisa je ohranila vsaj nekatere vidike sumerske pisave. Pisna akadščina je vključevala fonetične simbole iz sumerskega nabora znakov, skupaj z logogrami, ki so jih brali kot cele besede. Številni znaki so bili polivalentni in so imeli tako zlogovni kot logografski pomen. Kompleksnost sistema je podobna stari japonščini, pisani v pisavi, izpeljani iz kitajske pisave. V stari japonščini so se nekatera kitajske pismenke uporabljale kot logogrami, druge pa kot fonetični znaki.

### Asirski klinopis
"Mešan" način pisanja se je nadaljeval vse do konca Babilonskega in Asirskega cesarstva. Vmes so bila obdobja, ko je bil v modi "purizem", v katerih je bila izrazitejša težnja po mučnem črkovanju besed, namesto da bi se uporabljali znaki s fonetičnimi dopolnili. Babilonski nabor znakov je kljub temu tudi v teh obdobjih ostal mešanica logografskega in fonemičnega pisanja.
Hetitski klinopis je staroasirski klinopis, okoli leta 1800 pr. n. št. prilagojen hetitskemu jeziku. Ko je bil klinopis prilagojen hetitščini, je bil k pisavi dodan sloj akadskih logografskih črkovanj, tako da je izgovarjava številnih hetitskih besed, ki so jih običajno pisali z logogrami, zdaj neznana.
V železni dobi (okoli 10. do 6. stoletja pr. n. št.) so asirski klinopis še bolj poenostavili. Znaki so ostali enaki kot v sumersko-akadskem klinopisu, grafična podoba posameznega znaka pa je postala bolj pravokotna in zato mnogo bolj abstraktna. Izgovarjavo znakov je zamenjalo asirsko narečje akadskega jezika:
- "Asurbanipal, kralj Asirije"
Aššur-bani-habal šar mat Aššur KI
 V zgornji vrstici je zapis v klasični sumersko-akadski pisavi iz obdobja okoli 2000 pr. n. št.; v spodnji vrstici je zapis v novoasirski pisavi z Rasamskega valja, 643 pr. n. št.[42]
- Rasamski valj s prevodom segmenta valja, ki govori o Asurbanipalovi osvojitvi Egipta "Črnega faraona" (Taharka) 643 pr. n. št.

V 6. stoletju pr. n. št. je akadščino marginalizirala aramejščina, pisana v aramejski abecedi. Novoasirski klinopis se je kljub temu obdržal in ostal v rabi še v Partskem cesarstvu (250 pr. n. št. - 226 n. št.). Zadnji znani klinopisni zapis je bil napisan leta 75 n. št. Sposobnost branja klinopisa se je ohranila do 3. stoletja n. št.

### Izpeljane pisave

#### Staroperzijski klinopis (5. stoletje pr. n. št.)
Kompleksnost klinopisov je spodbudila razvoj številnih poenostavljenih različic pisave. Pod Darejem Velikim se je v 5. stoletju pr. n. št. razvil staroperzijski klinopis, od drugih klinopisov neodvisen in nepovezan niz preprostih klinopisnih znakov. Večina znanstvenikov meni, da je perzijski pisni sistem neodvisen izum, ker ni imel očitnih povezav z drugimi takratnimi sistemi pisav, kot so bili elamski, akadski, huritski in hetitski klinopis.
Vseboval je polalfabetski nabor znakov z veliko manj klinastih potez kot asirski in peščico logogramov za pogoste besede, kot so "bog" (𐏎), "kralj" (𐏋) ali "država" (𐏌). To skoraj čisto abecedno obliko klinopisne pisave (36 fonetičnih znakov in 8 logogramov) so posebej zasnovali in uporabljali zgodnji ahemenidski vladarji od 6. do 4. stoletja pr. n. št.
Perzijski klinopis je bil zaradi svoje preprostosti in logične strukture prvi, ki so ga sodobni znanstveniki razvozlali. Različni starodavni dvojezični ali trijezični napisi so potem omogočili razvozlati še druge, mnogo bolj zapletene in še starejše pisave, vse do sumerske iz 3. tisočletja pr. n. št.

#### Ugaritščina
Ugaritščina se je pisala z ugaritskim alfabetom v standardnem semitskem slogu (abdžad), pisanim s klinopisom.

## Razvozlavanje
Obiskovalci Perzepolisa, Iran, so stoletja opazovali vklesane klinopisne napise, ki so vzbujali njihovo pozornost. Perzijski klinopis so poskušali razvozlati že arabsko-perzijski zgodovinarji srednjeveškega islamskega sveta, vendar ti zgodnji poskusi večinoma niso bili uspešni.
V 15. stoletju je Benečan Giosafat Barbaro raziskoval starodavne ruševine na Bližnjem vzhodu in se vrnil z novico o zelo nenavadnem pisanju, ki ga je našel vklesanega na kamne v templjih v Širazu in na številnih glinenih tablicah.
Nenavadno pisavo je leta 1602 na svojem obisku Perzije odkril tudi profesor teologije Antonio de Gouvea.
Leta 1625 je rimski popotnik Pietro Della Valle, ki je od leta 1616 do 1621 živel v Mezopotamiji, v Evropo prinesel risbe znakov, ki jih je videl v Perzepolisu, in popisane opeke iz Ura in ruševin Babilona. Kopije, ki jih je naredil v Evropi, niso bile povsem natančne, vendar je Della Valle kljub temu razumel, da je treba pisanje brati od leve proti desni v smeri klinov, pisanja pa ni poskušal razvozlati.
Anglež Sir Thomas Herbert je v svojem potopisu Some Yeares Travels into Africa & Asia the Great (Nekaj let potovanj po Afriki in Veliki Aziji) poročal, da je v Perzepolisu videl na zidu vklesanih "več ducatov vrstic z nenavadnimi znaki, med katerimi so bile podobe, obelisk, trikotnik in piramida" in omenil, da ga spominjajo na grščino. V izdaji leta 1677 je objavil nekaj znakov in menil, da so "berljivi in razumljivi" in jih je zato mogoče razvozlati. Prav tako je pravilno uganil, da ne predstavljajo črk ali hieroglifov, temveč besede in zloge, in jih je treba brati od leve proti desni. Herbert se v standardnih zgodovinah razvozlavanja klinopisa redko omenja.

### Staroperzijski klinopis: sklepanje o besedi "kralj" (okoli 1800)
Carsten Niebuhr je leta 1767 prinesel v Evropo dovolj obširne in natančne kopije napisov v Perzepolisu. Staroperzijski klinopis je bil na videz najpreprostejša pisava, ki so jo odkrili v Perzepolisu. Starejši elamitska in babilonske pisava sta bili bolj zapleteni, zato so dali učenjaki prednost prvi. Škof Friedrich Münter iz Kopenhagna je odkril, da so besede v perzijskih napisih med seboj ločene s poševnim klinom (𐏐) in da morajo spomeniki spadati v obdobje Kira Velikega in njegovih naslednikov. Odkril je besedo, ki se je brez sprememb pojavljala na začetku vsakega napisa (𐎧𐏁𐎠𐎹𐎰𐎡𐎹), za katero je pravilno sklepal, da pomeni "kralj" (zdaj se glasi xšāya𐎹iya).
- Niebuhrov napis 1 s poudarjenimi besedami "kralj" (𐎧𐏁𐎠𐎹𐎰𐎡𐎹). Za napis je zdaj znano, da pomeni "veliki kralj Darij, kralj kraljev, kralj držav, sin Histaspa, Ahemenec, ki je zgradil to palačo".[61]
- Niebuhrov napis 2, s predlaganimi besedami za "kralja" (𐎧𐏁𐎠𐎹𐎰𐎡𐎹). Za napis je zdaj znano, da pomeni "Veliki kralj Kserks, kralj kraljev, sin Dareja, kralja, Ahemena".[61]

### Staroperzijski klinopis: sklepanje o imenih ahemenidskih vladarjev in njihov prevod (1802)
Leta 1802 je Georg Friedrich Grotefend na podlagi znanih napisov mnogo poznejših vladarjev (pahlavijska imena sasanidskih kraljev) sklepal, da kraljevemu imenu pogosto sledi napis "veliki kralj, kralj kraljev" in ime kraljevega očeta. Njegovo razumevanje zgradbe spomeniških napisov je temeljilo na delu Anquetil-Duperrona, ki je v Indiji preučeval staro perzijščino preko zoroastrskih Avest, in Antoina Isaaca Silvestrea de Sacyja, ki je razvozlal pahlavijske spomeniške napise sasanidskih kraljev.
Grotefend je gledal na dolžino sekvenc v Nieburgovih napisih 1 in 2 in jih primerjal z imeni in rodoslovjem ahemenidskih kraljev, znanih iz grških zapisov. Upošteval je tudi dejstvo, da eden od vladarjev na napisih ni imel atributa "kralj", in pravilno uganil, da bi to lahko bil samo Histasp, oče Dareja Velikega, ki ni bil kralj. V perzijski zgodovini obdobja, v katerem so bili napisani napisi, sta prišla na oblast samo dva vladarja, ki nista nista bila sinova prejšnjega kralja: Darej Veliki in Kir Veliki in sta prišla na prestol z uporom. Odločujoči dejavniki med tema dvema izbirama so bila imena njihovih očetov in sinov. Darejev oče je bil Histasp, sin pa Kserks, medtem ko je bil Kirov oče Kambiz I., sin pa Kambiz II. Iz razlik v besedilih je Grotefend sklepal, da je kralj moral biti Darej.
Te povezave so Grotefendu omogočile, da je prepoznal klinopisne znake, so se ponavljali v Darejevem, Histaspovem in Kserksovem imenu. Znake 𐎭𐎠𐎼𐎹𐎺𐎢𐏁 je izenačil z imenom d-a-r-h-e-u-š (Darej), znanim iz grščine. Prepoznavanje je bilo pravilno, čeprav se je dejanski perzijski črkopis glasil da-a-ra-ya-va-u-ša, kar takrat ni bilo znano. Grotefend je podobno enačil zaporedje 𐎧𐏁𐎹𐎠𐎼𐏁𐎠 s k-š-h-e-r-š-e za Kserksa, kar je bilo spet točno, čeprav se je dejanski staroperzijski prepis glasil wsa-ša-ya-a-ra-ša-a. Nazadnje je sekvenco 𐎻𐎡𐏁𐎫𐎠𐎿𐎱 - go-š-taspa izenačil s Histaspom, čeprav se je pravilno glasila vi-i-ša-ta-a-sa-pa.
Grotefend je na ta način pravilno prepoznal vsakega kralja v napisih, vendar je njegovo prepoznavanje vrednosti posameznih črk še vedno precej pomanjkljivo, saj je želel bolje razumeti perzijski jezik kot tak. Grotefend je med tridesetimi znaki, ki jih je izločil, pravilno prepoznal osem črk. Njegova revolucionarna induktivna metoda ni uspela prepričati akademikov, ki so njegove ugotovitve zanikali skoraj celo generacijo. Čeprav je bil Grotefendov memorandum 4. septembra 1802 predstavljen Göttingenski akademiji znanosti in humanističnih ved, ga akademija ni hotela objaviti. Pozneje je bil objavljen v Heernovem delu leta 1815, vendar ga je večina raziskovalcev takrat spregledala.

### Potrditev preko egipčanskih hieroglifov
Grotefendovo odkritje je bilo potrjeno šele leta 1823, ko je francoski filolog Champollion, ki je pravkar razvozlal egipčanske hieroglife, lahko prebral štirijezični hieroglifsko-klinopisni napis na Caylusovi vazi iz alabastra v Kabinetu medalj v Parizu. Na vazi je bilo ime kralja Kserksa I. Orientalist Antoine-Jean Saint-Martin, ki je spremljal Champolliona, je potrdil, da so ustrezne besede v klinopisu res besede, ki jih je Grotefend z ugibanjem prepoznal kot "kralj" in "Kserks". Dešifriranje egipčanskih hieroglifov je bilo torej odločilno pri potrditvi prvih korakov dešifriranja klinopisne pisave.

### Utrditev staroperzijske klinopisne abecede
Leta 1836 je ugledni francoski učenjak Eugène Burnouf odkril, da prvi od napisov, ki jih je objavil Niebuhr, vsebuje seznam Darejevih satrapij. S tem namigom v roki je prepoznal in izdal abecedo s tridesetimi črkami, večino katerih je pravilno razvozlal.:14
Mesec dni prej je Burnoufov prijatelj in učenec, profesor Christian Lassen iz Bonna, objavil svoje delo Stari perzijski klinopisni napisi iz Perzepolisa. Lassen in Burnouf sta si pogosto dopisovala, zato je Lasena močno razburila Burnoufova trditev, da je neodvisno odkril imena satrapij in s tem določil vrednosti perzijskih znakov.

### Razvozlavanje elamščine in babilonščine
Medtem je leta 1835 Henry Rawlinson, častnik britanske Vzhodnoindijske družbe, obiskal Behistunski napis v Perziji. Napis, vklesan v času perzijskega kralja Dareja (522–486 pr. n. št.) je bil sestavljen iz enakih besedil v treh uradnih jezikih cesarstva: staroperzijskem, babilonskem in elamskem. Behistunski napis je bil za razvozlavanje klinopisa enakovreden kamnu iz Rosette (odkrit leta 1799) za razvozlavanju egipčanskih hieroglifov leta 1822.
Rawlinson je uspešno dokončal razvozlavanje staroperzijskega klinopisa. Leta 1837 je dokončal svoj prepis Behistunskega napisa in Kraljevi azijski družbi poslal prevod uvodnih odstavkov. Še preden je bil njegov članek lahko objavljen, so prišla do njega dela Lassena in Burnoufa, zaradi česar je bila potrebna revizija njegovega članka in odlog njegove objave. Sledili so še drugi vzroki za podaljšanje zamude. Prvi del Rawlinsonovih spominov je bil izšel šele leta 1847, drugi del pa dve leti kasneje. Naloga razvozlavanja staroperzijskih klinopisnih besedil je bila praktično opravljena.:17
Po prevajanju stare perzijščine je Rawlinson (in neodvisno od njega irski asiriolog Edward Hincks) začel razvozlavati druge klinopise.

### Razvozlavanje akadščine in sumerščine
Razvozlanje babilonščina je nazadnje pripeljalo do razvozlanja akadščine, ki je bila njen neposreden predhodnik. Tehnike, ki so se uporabljale za razvozlavanje, niso bile nikoli objavljene v celoti. Hincks je opisal, da je za razvozlavanje perzijščine iskal ustrezna imena. Ker Rawlinson o svojem načinu dela ni povedal prav ničesar, so nekateri domnevali, da je na skrivaj posnemal Hincksa. V veliko pomoč so jim bile najdbe francoskega naravoslovca Paula Émilea Botte in angleškega popotnika in diplomata Austena Henryja Layarda iz Ninev iz leta 1842. Med zakladi, ki sta jih odkrila Layard in njegov naslednik Hormuzd Rassam leta 1849 in 1851, so bili ostanki dveh knjižnic, ki so zdaj pomešani in se imenujejo Asurbanipalova knjižnica. Knjižnica je kraljevi arhiv, ki vsebuje deset tisoče žganih glinenih tablic s klinopisnimi napisi.
Do leta 1851 sta Hincks in Rawlinson lahko prebrala 200 akadskih znakov. Kmalu zatem sta se jima pridružila še dva učenjaka: mladi učenjak nemškega rodu Julius Oppert in vsestranski britanski orientalist William Henry Fox Talbot. Leta 1857 so se ti možje srečali v Londonu in sodelovali v znamenitem poskusu, da bi preverili natančnost svojih razvozlavanj. Edwin Norris, tajnik Kraljevega azijskega društva, je vsakemu od njih dal prepis nedavno odkritega napisa iz obdobja vladavine asirskega cesarja Tiglat-Pileserja I. Za preučitev nastalih prevodov in ocenitev njihove natančnosti je bila ustanovljena žirija izvedencev. Žirija je ugotovila, da so bili prevodi štirih učenjakov v vseh bistvenih točkah zelo usklajeni. Seveda je bilo med njimi tudi nekaj manjših odstopanj. Neizkušeni Talbot je naredil veliko napak, Oppertov prevod pa je vseboval nekaj dvomljivih odlomkov, ki jih je žirija vljudno pripisala njegovemu nepoznavanju angleškega jezika. Hincksov in Rawlinsonov prevod sta bila v mnogo pogledih zelo skladna. Žirija je rezultate razglasila za zadovoljive in razglasila razvozlavanje akadskega klinopisa za dokončano.
Z analizo starih akadsko-sumerskih slovarjev in dvojezičnih tablic je bil nazadnje razvozlan tudi najstarejši sumerski jezik, ki je v Mezopotamiji še dolgo ostal knjižni jezik in so ga pogosto znova prepisovali, prevajali in komentirali na številnih babilonskih tablicah.

### Lastna imena
Na začetku razvozlavanja klinopisa je največje težave povzročalo branje lastnih imen. Načela oblikovanja lastnih imen in izgovarjava več tisoč znanih imen, odkritih v zgodovinskih zapisih, poslovnih dokumentih, votivnih napisih, književnosti in pravnih dokumentih, so zdaj bolj razumljiva. Primarni izziv je predstavljala značilna uporaba starih sumerskih nefonetskih logogramov v drugih jezikih, ki so imeli različno izgovarjavo istih simbolov. Dokler ni bilo natančno fonetično branje številnih imen določeno z vzporednimi odlomki ali pojasnjevalnimi seznami, so znanstveniki ostajali v dvomih ali so se posluževali domnevnih ali začasnih odčitkov. V mnogo primerih so obstajala različna branja, pri čemer je bilo isto ime v enem primeru napisano popolno (v celoti ali deloma), v drugem pa logografsko.

## Prečrkovanje
Klinopis ima poseben način prečrkovanja. Zaradi polivalentnosti pisave je za prečrkovanje potrebno izjemno veliko znanja in izkušenj, ker se mora prečrkovalec za vsak znak odločiti, kateri možni pomen je imel v izvirnemu zapisu. Znak DINGIR, na primer, v hetitskem besedilu lahko predstavlja hetitski zlog an, lahko je del akademske besedne zveze, lahko predstavlja zlog il, lahko pa je sumerogram, ki je v izvirni obliki pomenil boga ali bil določilnik za božanstvo. Pri prečrkovanju se isti glif prečrkuje različno, odvisno od njegove vloge v izvirnem kontekstu.
Za prečrkovanje sumerskih, akadskih (babilonskih), hetitskih in luvijskih klinopisnih besedil obstajajo različni dogovori.
Ker je bil več kot stoletje najbolj znan in preučevan sumerski jezik, so se občasno pojavile spremembe v sprejetem branju sumerskih imen. Tako se je na primer ime kralja Ura, ki se je nekoč bralo Ur-Bau, pozneje bralo Ur-Engur in se zdaj bere Ur-Nammu ali Ur-Namma. Ime urskega kralja Lugal-zage-si so nekateri učenjaki še naprej brali Ungal-zaggisi in tako naprej. Tudi pri nekaterih imenih iz starejšega obdobja je pogosto obstajala negotovost, ali so bili njihovi nosilci Sumerci ali Semiti. Če so bili Sumerci se morajo njihova imena brati sumersko, če so bili Semiti, pa bi se morala imena verjetno brati semitsko, čeprav so Semiti včasih imeli izvirna sumerska imena. Dvomilo je tudi, ali znaki, ki sestavljajo semitsko ime, predstavljajo fonetično branje ali logografski sklop. Ko so se razvozlali napisi semitskega vladarja Kiša, čigar ime je bilo napisano kot Uru-mu-ush, se je ime najprej bralo logografsko, ker bi se uru mu-ush lahko bralo kot "ustanovil mesto". Izvedenci za sumerski jezik so ime prevedli nazaj v prvotno semitsko obliko kot Alu-ušaršid. Pozneje je bilo ugotovljeno, da se znak URU lahko bere tudi kot rí in da gre za ime akadskega kralja Rimuša.

## Silabarij
V naslednjih preglednicah so prikazani znaki, ki se uporabljajo za enostavne zloge od oblike CV do VC. V sumerskem jeziku je klinotipna pisava načeloma lahko razlikovala vsaj 16 soglasnikov, prečrkovanih v
b, d, g, g̃, ḫ, k, l, m, n, p, r, ř, s, š, t, z
in samoglasnike a, e, i, u. V akadskem klinopisu se nista uporabljala soglasnika g̃ in ř, sprejel pa je različne "odvečne" sumerske znake, npr. Qe = KIN, qu = KUM, qi = KIN, ṣa = ZA, ṣe = ZÍ, ṭur = DUR itd.
|    | -a                                       | -e                          | -i                                        | -u                                                     |
|    | a 𒀀, á 𒀉                                 | e 𒂊, é 𒂍                    | i 𒄿, í=IÁ 𒐊                               | u 𒌋, ú 𒌑, ù 𒅇                                          |
| b- | ba𒁀, bá=PA 𒉺, bà=EŠ 𒂠                    | be=BAD 𒁁, bé=BI 𒁉, bè=NI 𒉌  | bi 𒁉, bí=NE 𒉈, bì=PI 𒉿                    | bu𒁍, bú=KASKAL 𒆜, bù=PÙ 𒅤                              |
| d- | da 𒁕, dá=TA 𒋫                            | de=DI 𒁲, dé , dè=NE 𒉈       | di 𒁲, dí=TÍ 𒄭                             | du 𒁺, dú=TU 𒌅, dù=GAG 𒆕, du4=TUM 𒌈                     |
| g- | ga 𒂵, gá 𒂷                               | ge=GI 𒄀, gé=KID 𒆤, gè=DIŠ 𒁹 | gi 𒄀, gí=KID 𒆤, gì=DIŠ 𒁹, gi4 𒄄, gi5=KI 𒆠 | gu 𒄖, gú 𒄘, gù=KA 𒅗, gu4 𒄞, gu5=KU 𒆪, gu6=NAG 𒅘, gu7 𒅥 |
| ḫ- | ḫa 𒄩, ḫá=ḪI.A 𒄭𒀀, ḫà=U 𒌋, ḫa4=ḪI 𒄭       | ḫe=ḪI 𒄭, ḫé=GAN 𒃶           | ḫi 𒄭, ḫí=GAN 𒃶                            | ḫu 𒄷                                                   |
| k- | ka 𒅗, ká 𒆍, kà=GA 𒂵                      | ke=KI 𒆠, ké=GI 𒄀            | ki 𒆠, kí=GI 𒄀                             | ku 𒆪, kú=GU7 𒅥, kù 𒆬, ku4 𒆭                            |
| l- | la 𒆷, lá=LAL 𒇲, là=NU 𒉡                  | le=LI 𒇷, lé=NI 𒉌            | li 𒇷, lí=NI 𒉌                             | lu 𒇻, lú 𒇽                                             |
| m- | ma 𒈠, má 𒈣                               | me 𒈨, mé=MI 𒈪, mè 𒀞/𒅠       | mi 𒈪, mí= MUNUS , mì=ME 𒈨                 | mu 𒈬, mú=SAR 𒊬                                         |
| n- | na 𒈾, ná 𒈿, nà=AG 𒀝, na4 ("NI.UD") 𒉌𒌓    | ne 𒉈, né=NI 𒉌               | ni 𒉌, ní=IM 𒉎                             | nu 𒉡, nú=NÁ 𒈿                                          |
| p- | pa 𒉺, pá=BA 𒐀                            | pe=PI 𒉿, pé=BI 𒁉            | pi 𒉿, pí=BI 𒁉, pì=BAD 𒁁                   | pu=BU 𒁍, pú=TÚL 𒇥, pù 𒅤                                |
| r- | ra 𒊏, rá=DU 𒁺                            | re=RI 𒊑, ré=URU 𒌷           | ri 𒊑, rí=URU 𒌷                            | ru 𒊒, rú=GAG 𒆕, rù=AŠ 𒀸                                |
| s- | sa 𒊓, sá=DI 𒁲, sà=ZA 𒍝, sa4 ("ḪU.NÁ") 𒄷𒈾 | se=SI 𒋛, sé=ZI 𒍣            | si 𒋛, sí=ZI 𒍣                             | su 𒋢, sú=ZU 𒍪, sù=SUD 𒋤, su4 𒋜                         |
| š- | ša 𒊭, šá=NÍG 𒐼, šà 𒊮                     | še 𒊺, šé, šè 𒂠              | ši=IGI 𒅆, ší=SI 𒋛                         | šu 𒋗, šú 𒋙, šù=ŠÈ 𒂠, šu4=U 𒌋                           |
| t- | ta 𒋫, tá=DA 𒁕                            | te 𒋼, té=TÍ 𒊹               | ti 𒋾, tí 𒊹, tì=DIM 𒁴, ti4=DI 𒁲            | tu 𒌅, tú=UD 𒌓, tù=DU 𒁺                                 |
| z- | za 𒍝, zá=NA4 𒉌𒌓                          | ze=ZI 𒍣, zé=ZÌ 𒍢            | zi 𒍣, zí 𒍢, zì 𒍥                          | zu 𒍪, zú=KA 𒅗                                          |
| g̃- | g̃á=GÁ 𒂷                                  | g̃e26=GÁ 𒂷                   | g̃i6=MI 𒈪                                  | g̃u10=MU 𒈬                                              |
| ř- | řá=DU 𒁺                                  | ře6=DU 𒁺                    |                                           |                                                        |

|    | a-                     | e-                | i-                         | u-                        |
|    | a, á                   | e, é              | i, í=IÁ 𒐊                  | u 𒌋, ú 𒌑, ù 𒅇             |
| -b | ab 𒀊, áb 𒀖             | eb=IB 𒅁, éb=TUM 𒌈 | ib 𒅁, íb=TUM 𒌈             | ub 𒌒, úb=ŠÈ 𒂠             |
| -d | ad 𒀜, ád 𒄉             | ed=Á 𒀉            | id=Á 𒀉, íd=A.ENGUR 𒀀𒇉      | ud 𒌓, úd=ÁŠ 𒀾             |
| -g | ag 𒀝, ág 𒉘             | eg=IG 𒅅, ég=E 𒂊   | ig 𒅅, íg=E 𒂊               | ug 𒊌                      |
| -ḫ | aḫ 𒄴, áḫ=ŠEŠ 𒋀         | eḫ=AḪ 𒄴           | iḫ=AḪ 𒄴                    | uḫ=AḪ 𒄴, úḫ 𒌔             |
| -k | ak=AG 𒀝                | ek=IG 𒅅           | ik=IG 𒅅                    | uk=UG 𒊌                   |
| -l | al 𒀠, ál=ALAM 𒀩        | el 𒂖, él=IL 𒅋     | il 𒅋, íl 𒅍                 | ul 𒌌, úl=NU 𒉡             |
| -m | am 𒂔, ám=ÁG 𒉘          | em=IM 𒅎           | im 𒅎, ím=KAŠ4 𒁽            | um 𒌝, úm=UD 𒌓             |
| -n | an                     | en 𒂗, én, èn=LI 𒇷 | in 𒅔, in4=EN 𒂗, in5=NIN 𒊩𒌆 | un 𒌦, ún=U 𒌋              |
| -p | ap=AB 𒀊                | ep=IB, ép=TUM 𒌈   | ip=IB 𒅁, íp=TUM 𒌈          | up=UB 𒌒, úp=ŠÈ 𒂠          |
| -r | ar 𒅈, ár=UB 𒌒          | er=IR 𒅕           | ir 𒅕, íp=A.IGI 𒀀𒅆          | ur 𒌨, úr 𒌫                |
| -s | as=AZ 𒊍                | es=GIŠ 𒄑, és=EŠ 𒂠 | is=GIŠ 𒄑, ís=EŠ 𒂠          | us=UZ, ús=UŠ 𒍑            |
| -š | aš 𒀸, áš 𒀾             | eš 𒌍/𒐁, éš=ŠÈ 𒂠   | iš 𒅖, íš=KASKAL 𒆜          | uš 𒍑, úš 𒍗=BAD 𒁁          |
| -t | at=AD 𒀜, át=GÍR gunû 𒄉 | et=Á 𒀉            | it=Á 𒀉                     | ut=UD 𒌓, út=ÁŠ 𒀾          |
| -z | az 𒊍                   | ez=GIŠ 𒄑, éz=EŠ 𒂠 | iz= GIŠ 𒄑, íz=IŠ 𒅖         | uz=ŠE&HU 𒊺𒄷 úz=UŠ 𒍑, ùz 𒍚 |
| -g̃ | ág̃=ÁG 𒉘                | èg̃=ÁG 𒉘           | ìg̃=ÁG 𒉘                    | ùg̃=UN 𒌦                   |

## Seznami znakov
Najstarejši sumerski klinopis je imel približno 1000 različnih znakov, z različicami okoli 1500. Do 24. stoletja pr. n. št. se je njihovo število zmanjšalo na okoli 600. V akadskih in hetitskih besedilih se niso uporabljali vsi sumerski znaki.
A. Falkenstein je leta 1936 zbral 939 znakov, ki so se uporabljali v najzgodnejšem obdobju (pozni Uruk, 34.-31. stoletje pr. n. št.). Deimel (1922, s poudarkom na sumerskih oblikah) navaja 870 znakov, ki so bili v rabi v zgodnjem dinastičnem obdobju II (28. stoletje pr. n. št., Liste der archaischen Keilschriftzeichen ali "LAK") in zgodnjem dinastičnem obdobju IIIa (26. stoletje, Sumerisches Lexikon ali "SL"). Rosengarten (1967) je objavil seznam 468 znakov, ki so bili v rabi v predsargonskem obdobju v sumerskem Lagašu. Mittermayer in Attinger (2006, Altbabylonische Zeichenliste der Sumerisch-Literarischen Texte sli "aBZL") navajata 480 sumerskih znakov, pisanih v Isinu-Larsi v starobabilonskih časih. Za akadske oblike je bil dolgo časa v rabi standardni Borgerjev priročnik (1981, Assyrisch-Babylonische Zeichenliste ali "ABZ") s 598 znaki, ki so jih uporabljali za pisanje v asirskem/babilonskem jeziku. Nedavno ga je nadomestil novejši Borgerjev proročnik (2004, Mesopotamisches Zeichenlexikon ali "MesZL"), ki je nabor razširil na 907 znakov. V novejši seznam so vključeni sumerski odčitki in nova shema številčenja.
Znake, ki so se uporabljali v hetitskem klinopisu, so zbrali Forrer (1922), Friedrich (1960) ter Rüster in Neu (1989, Hethitisches Zeichenlexikon ali "HZL"). HZL navaja 375 znakov, mnogo znakov z različicami. Za število 123 EGIR, na primer, je navedenih kar 12 različic.

### Števila
Babilonski številski sistem je temeljil na številih 1, 10 in 60. Število 70, na primer, so zapisali z znakoma za 60 in 10 desno od njega.

## Raba
V starodavni Mezopotamiji se je klinopis uporabljal na več področjih, na primer za zapisovanje zakonov, kot je Hamurabijev zakonik, zemljevidov, medicinskih priročnikov in dokumentiranje verskih zgodb in verovanj. Študije asiriologov, kot sta Claus Wilcke in Dominique Charpin so dokazale, da klinopisna pismenost ni bila rezervirana samo za elito, ampak tudi za povprečne običajne državljane.
Po Oxfordskem priročniku za klinopisno kulturo se je klinopisna pisava uporabljala na različnih ravneh pismenosti: povprečni državljani so za pisanje osebnih dopisov in poslovnih dokumentov potrebovali le osnovno funkcionalno znanje o klinopisni pisavi. Bolj pismeni državljani so klinopis uporabljali v tehniki, v medicini za zapisovanje diagnoz in predpisovanje zdravil ter pisanje matematičnih enačb. Najvišjo raven pismenosti so dosegli učenjaki, ki so na pisanje gledali kot na zapleteno veščino in umetnost.

### Sodobna raba
Klinopis je v sodobnem času včasih navdih za logotipe.
- Klinopisni zapis ama-gi, ki dobesedno pomeni  "vrni se k materi", v prostem prevodu pa "svoboda", je logotip Liberty Fund s sedežem v  Indianapolisu[98]
- Osrednji element logotipa GigaMesh Software Framework je znak "kaskal", ki pomeni "cesta" ali  "cestno križišče" in simbolizira križišče človeške in računalniške znanosti

## Unicode
V različici Unicode 8.0 so sumersko-akadskemu klinopisu dodeljena naslednja območja standarda:
U+12000–U+123FF (922 dodeljenih znakov) "Klinopis"
U+12400–U+1247F (116 dodeljenih znakov) "Klinopisne številke in ločila"
U+12480–U+1254F (196 dodeljenih znakov) "Zgodnjedinastični klinopis"
Končni predlog za kodiranje pisave sta junija 2004 predlagala učenjaka za klinopis v sodelovanju z izkušenim piscem standardov Unicode. Osnovni nabor znakov izhaja iz seznama znakov Ur III, ki so ga na pobudo Cuneiform Digital Library of UCLA pripravili Miguel Civil, Rykle Borger (2003) in Roberta Englunda. Namesto da bi seznam uredili neposredno po obliki in zahtevnosti glifa, so se odločili za urejanje po latiničnem abecednem redu njihove "zadnje" sumerske transliteracije kot praktičnem približku.

## Seznam največjih najdišč klinopisnih tablic
| Najdišče                                           | Število tablic    | Odkritje  | Jezik                     |
| -------------------------------------------------- | ----------------- | --------- | ------------------------- |
| Perzepolis, Iran                                   | Veliko            | 1472      |                           |
| Hrib Kuyunkjik na Tigrisu, predmestje Mosula, Irak | NA                | 1840–1842 |                           |
| Hrib Horsabad na Tigrisu, predmestje Mosula, Irak  | Significant       | 1843      |                           |
| Asurbanipalova knjižnica                           | 20.000–24.000     | 1849      | akadščina                 |
| Nipur                                              | 60.000            | 1851      |                           |
| Girsu                                              | 40.000–50.000     | 1877      |                           |
| Dur Katlimmu                                       | 500               | 1879      |                           |
| Sipar                                              | nekaj deset tisoč | 1880      | babilonščina              |
| Amarnska pisma                                     | 382               | 1887      | akadščina                 |
| Nuzi                                               | 10.000–20.000     | 1896      |                           |
| Ašur                                               | 16.000            | 1898      | akadščina                 |
| Hatuša                                             | 30.000            | 1906      | hetitščina                |
| Drehem                                             | 100.000           |           | sumerščina                |
| Kaneš                                              | 23.000            | 1925      | akadščina                 |
| Ugaritska besedila                                 | 1.500             | 1929      | ugaritščina               |
| Perzepolis, Iran                                   | 15.000–18.000     | 1933      | elamščina                 |
| Perzepolis, Iran                                   |                   | 1933      | stara perzijščina         |
| Mari, Sirija                                       | 20.000–25.000     | 1933      | akadščina                 |
| Alalah                                             | 300               | 1937      |                           |
| Abu Salabih                                        | 500               | 1963      |                           |
| Tablice iz Eble                                    | okoli 5.000       | 1974      | sumerščina in eblaitščina |
| Ep o Gilgamešu                                     | 1                 | 2011      | stara babilonščina        |